# Traktat w Neapolu (1639)

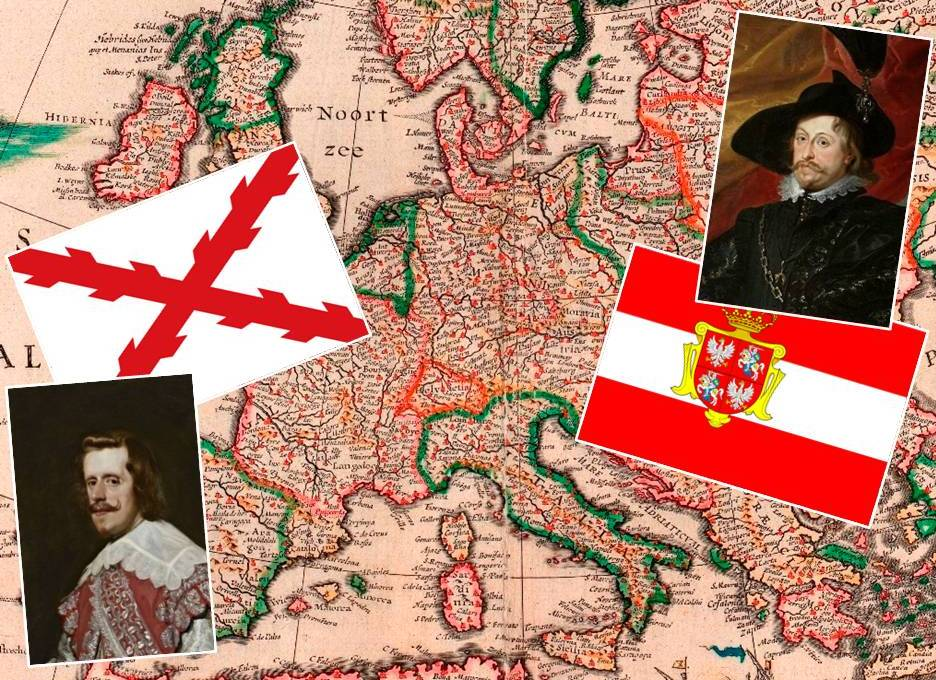

Traktat w Neapolu – porozumienie polityczno-wojskowe zawarte przez Królestwo Polskie i Królestwo Hiszpanii w Neapolu, prawdopodobnie pod koniec roku 1639. Król Polski Władysław IV zobowiązał się utworzyć siedemnastotysięczną armię, składającą się z 12 tysięcy kawalerii i 5 tysięcy piechoty. Po przebyciu tranzytem terytorium Cesarstwa, wojska te miały znaleźć się pod dowództwem hiszpańskim i zostać zaangażowane w walki przeciw Francji we Flandrii. Król Hiszpanii Filip IV oprócz pokrycia kosztów rekrutacji i bieżącego utrzymania wojska zobowiązał się zapłacić polskiemu monarsze kwotę 500 tysięcy neapolitańskich escudos. Strona polska niemal od początku dążyła do renegocjacji traktatu, co doprowadziło do podpisania kolejnego porozumienia w roku 1641; Hiszpanie mieli zapłacić więcej za mniejszą armię. Wskutek dalszych problemów po stronie polskiej również ta umowa nie została wcielona w życie, a dwór madrycki formalnie wycofał się z niej w roku 1642. Uzgodnione w ramach traktatu porozumienie pozostaje jedynym w historii polsko-hiszpańskim dwustronnym sojuszem militarnym.

## Stosunki polsko-hiszpańskie do połowy lat 30. XVII wieku

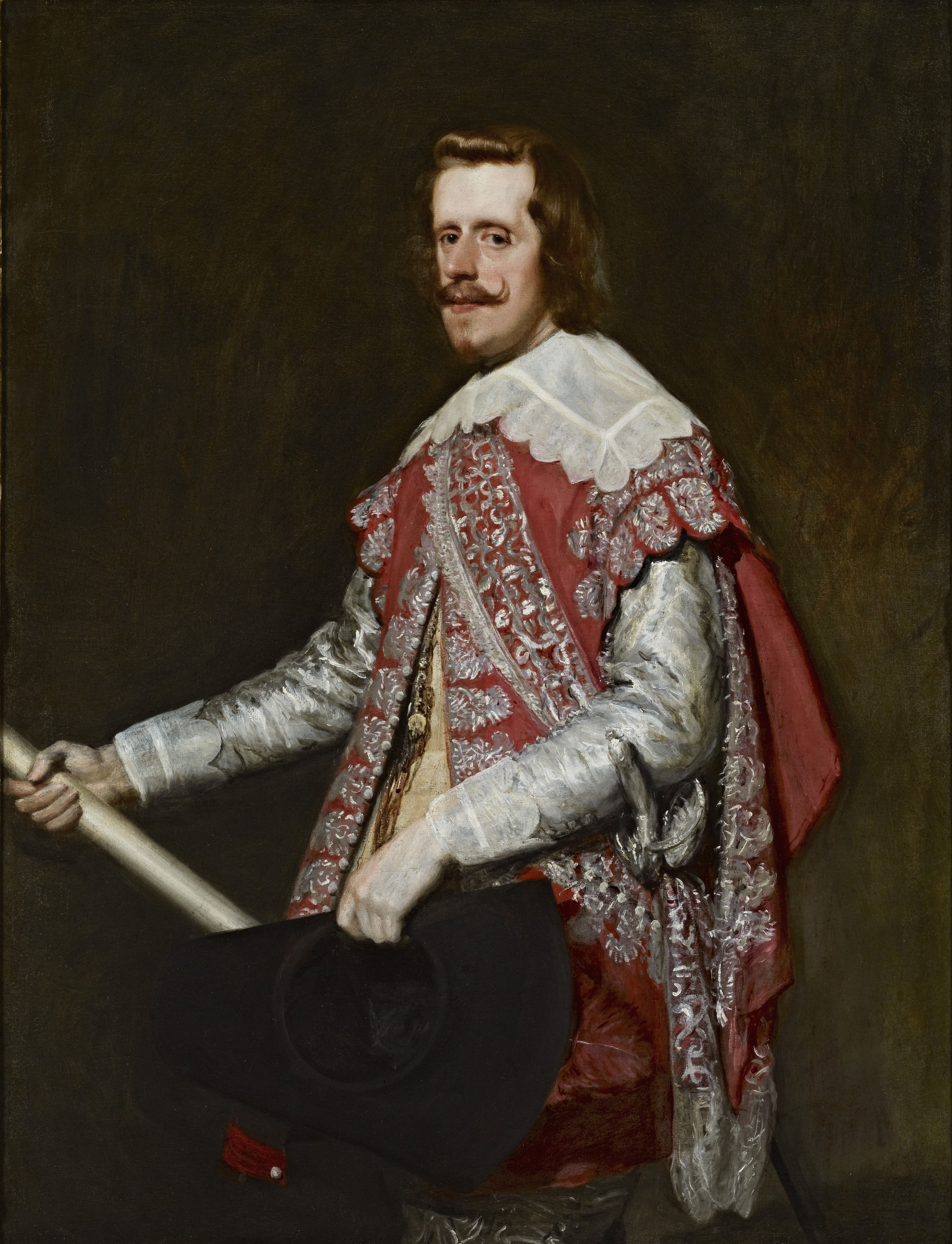
Filip IV wg Velázqueza

Do wczesnej ery nowożytnej oficjalne stosunki polsko-hiszpańskie niemal nie istniały. Oba państwa funkcjonowały w dwu zupełnie odmiennych strefach geopolitycznych; polityka Polski koncentrowała się na dorzeczu Odry, Wisły i Dniepru oraz na południowym wybrzeżu Bałtyku, podczas gdy polityka Hiszpanii dotyczyła głównie Półwyspu Iberyjskiego, środkowych i zachodnich akwenów Morza Śródziemnego oraz północnych stoków Pirenejów. Jednak w XVI wieku oba kraje urosły do statusu kontynentalnych potęg, a w sensie geograficznym ich strefy interesów zaczęły się do siebie zbliżać. Pierwszy poważny kontakt polityczny miał charakter konfliktu; oba państwa rościły sobie pretensje do południowowłoskiego spadku po Bonie Sforza. W drugiej połowie XVI wieku dwory polski i hiszpański zaczęły utrzymywać własnych reprezentantów w obu krajach, a politycy zaczęli rozważać powiązane opcje polityczne. Pierwsze poważne próby uzyskania synergii politycznej miały miejsce we wczesnej fazie wojny trzydziestoletniej. W połowie lat 20. XVII wieku Filip IV zamierzał wystąpić przeciw holenderskiej żegludze na północnoeuropejskch szlakach nawigacyjnych, podczas gdy Zygmunt III ciągle myślał o odzyskaniu tronu szwedzkiego. Służby dyplomatyczne obu monarchów usiłowały doprowadzić do powstania floty wojennej, finansowanej przez Hiszpanów, ale pod polską komendą, która przejęłaby kontrolę nad zachodnim Bałtykiem. Jednak cele Polski i Hiszpanii były nieco odmienne; co więcej, interwencje cesarza i jego sojuszników prowadziły do dodatkowych komplikacji. W wyniku tych rozbieżności wspólna flota została przejęta przez Szwedów w roku 1631. W roku 1632 Hiszpania wycofała się z aktywnej polityki bałtyckiej.

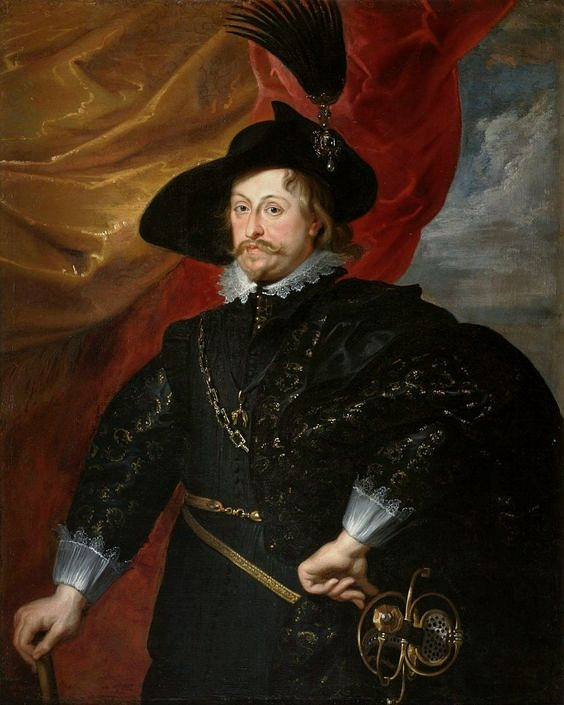
Władysław IV wg Rubensa

Nowy polski władca Władysław IV, koronowany w roku 1632, podjął dynastyczne plany swojego ojca. W roku 1634 skierował do Madrytu swojego wysłannika. Oprócz trwających od dekad negocjacji na temat sum neapolitańskich miał on podjąć rozmowy na temat hiszpańskiej rekompensaty za flotę utraconą w Wismarze, która formalnie pozostawała wówczas na służbie Filipa IV. Miał też zabiegać o stanowiska w służbie Filipa IV dla braci królewskich, w tym dla księcia Jana Kazimierza. Główny cel jego misji dotyczył jednak hiszpańskiego wsparcia finansowego dla przyszłych polskich działań wojennych przeciw Szwecji, która od roku 1630 była już formalnym uczestnikiem wojny trzydziestoletniej i przeciwnikiem Habsburgów. Zawarty w roku 1629 polsko-szwedzki rozejm w Altmarku wygasał w roku 1635 i Władysław IV rozważał wznowienie działań wojennych. W roku 1634 wysłał do Madrytu kolejnego dyplomatę, a w roku 1635 kolejnego. Do tego czasu dwór hiszpański zajmował niejasną postawę; polskich wysłanników uprzejmie wysłuchiwano, ale nie podejmowano żadnych inicjatyw. Zmieniło się to w roku 1635, kiedy dwu hiszpańskich wysłanników wyruszyło do Warszawy. Nie zdawali oni sobie jednak sprawy z presji czasu. Wysłannicy francuscy, którzy wyruszyli w podobnym czasie choć z dokładnie odwrotnymi zamierzeniami, podróżowali drogą morską i dotarli do Polski w maju, akurat na czas by wesprzeć przedłużenie polsko-szwedzkiego rozejmu w Sztumskiej Wsi. Hiszpanie podróżowali głównie lądem i odwiedzając po drodze różne misje dyplomatyczne; przed obliczem Władysława IV znaleźli się dopiero w sierpniu 1636 roku w Wilnie. Tam zaproponowali, by w Polsce stworzyć armię która walczyłaby pod sztandarami Ligi Katolickiej.

## Wazowie, Habsburgowie i Francja (1637–1639)

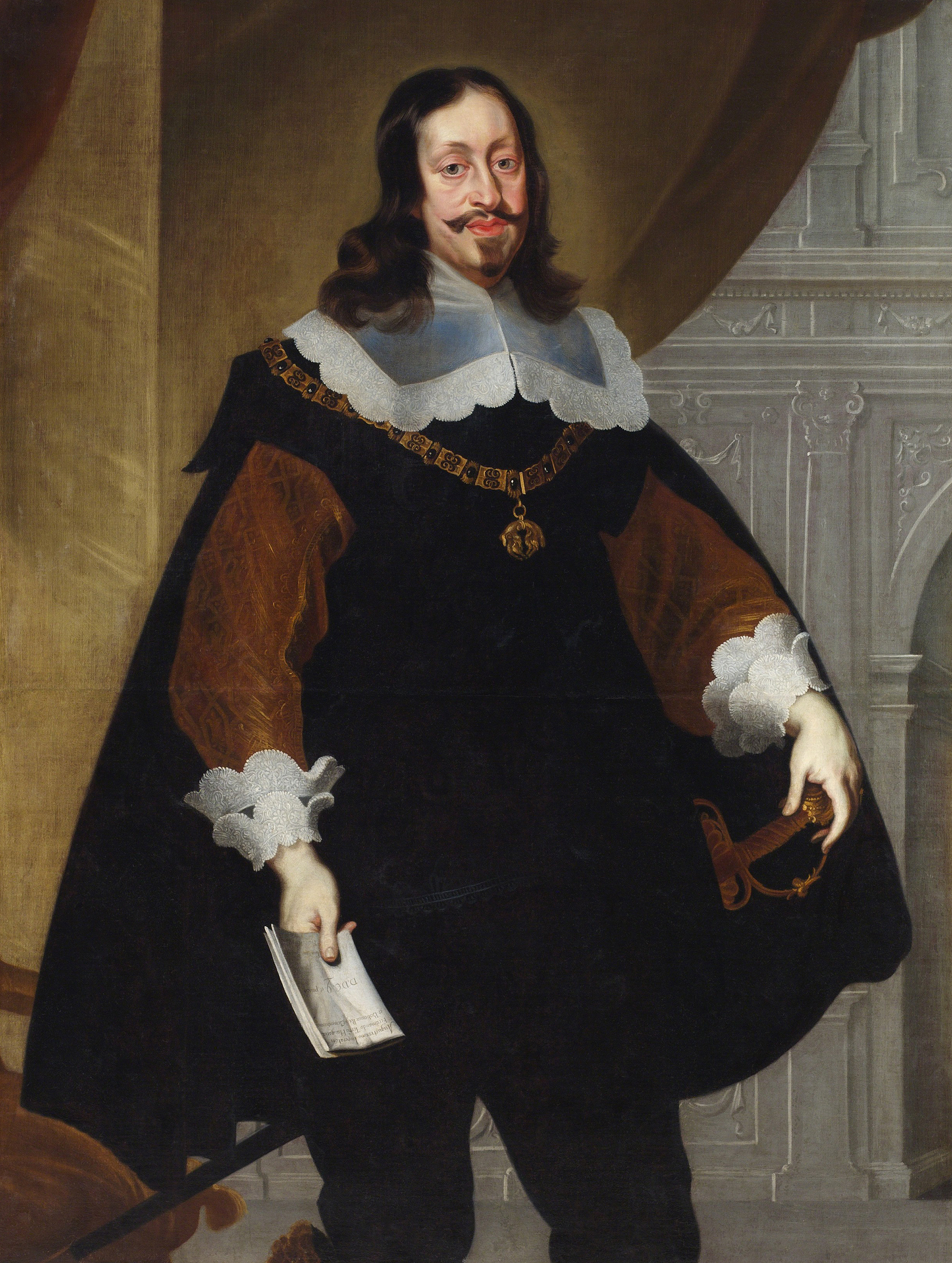
Ferdynand III

Rok 1637 przyniósł jak się wydawało początki sojuszu między Habsburgami a polskimi Wazami. Madryt przyznał stałą pensję dwu młodszym braciom króla, a Jan Kazimierz otrzymał Order Złotego Runa. Przed opuszczeniem Warszawy hiszpański wysłannik Vázquez de Miranda zobowiązał się również do wypłaty odszkodowania za flotę straconą w Wismarze i zwrot sum neapolitańskich, aczkolwiek nadal nie było postępu co do stanowiska dla Jana Kazimierza w służbie Hiszpanii; krążyły jedynie ogólne pogłoski o objęciu przez niego komendy we Flandrii lub we flocie śródziemnomorskiej. Najważniejsze wydarzenie tego roku dotyczyło jednak Austrii. Wiedeńscy Habsburgowie i warszawscy Wazowie zawarli tzw. Pakt Rodzinny. Władysław IV i cesarz Ferdynand III byli kuzynami, jako że matka polskiego króla była siostrą zmarłego cesarza Ferdynanda II. Teraz stawali się również szwagrami, jako że Władysław IV miał poślubić siostrę Ferdynanda III, Cecylię Renatę. Aczkolwiek porozumienie dotyczyło głównie kwestii ogólnodynastycznych i nie zawierało zobowiązań o charakterze militarnym, wydawało się, że po latach wahań, król Polski zaczął wyraźnie skłaniać się w stronę Wiednia, a nie Paryża.

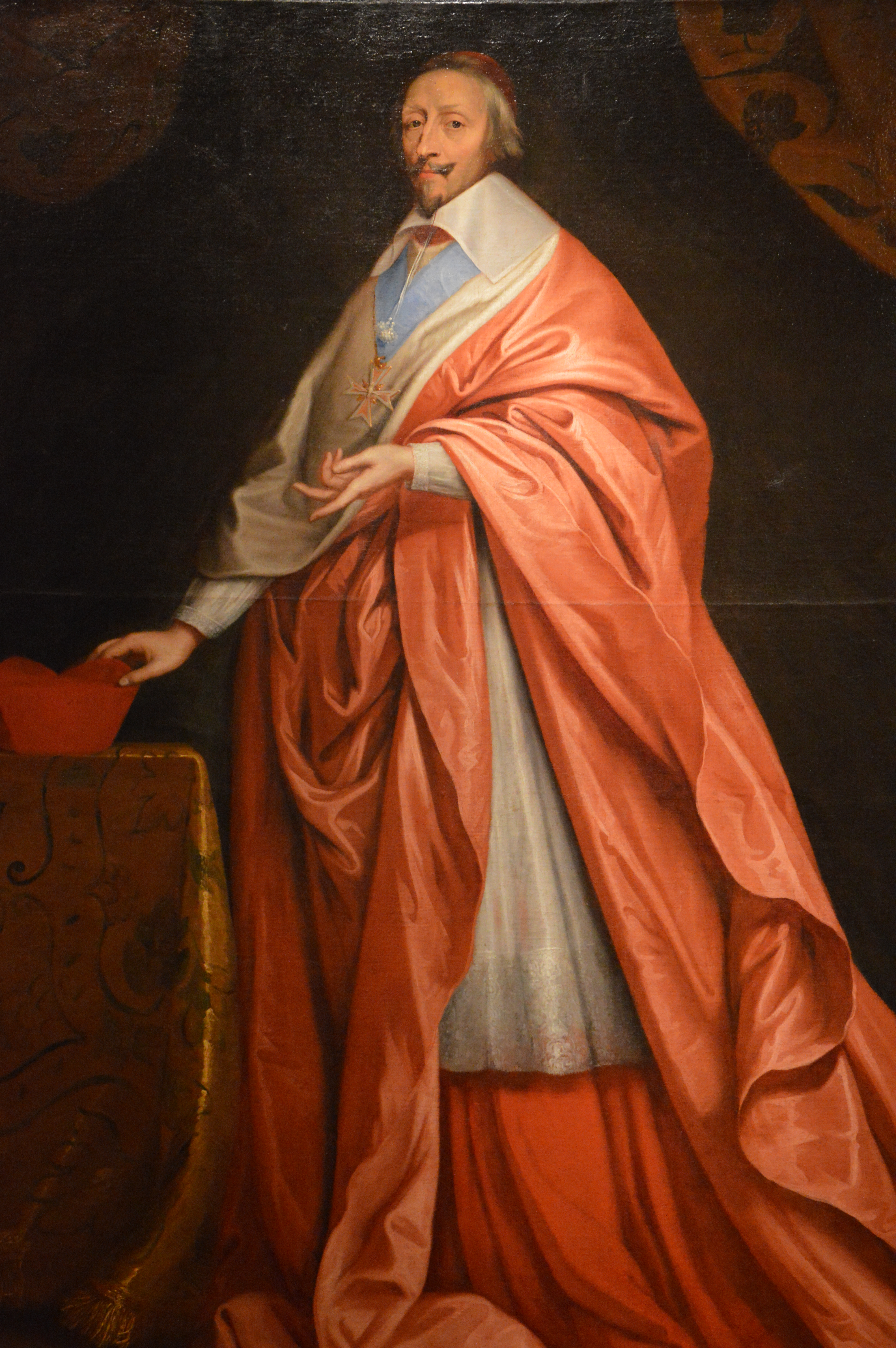
Richelieu

W styczniu roku 1638 książę Jan Kazimierz wyruszył z Polski do Hiszpanii; nie jest jasne czy oba dwory uzgodniły już jego przyszłą rolę, czy też jego przyjazd do Madrytu miał jedynie przyspieszyć negocjacje na ten temat. Podczas gdy był w Wiedniu prasa paryska opublikowała wiadomość o objęciu przez księcia roli wicekróla Portugalii; hiszpańskie źródła archiwalne wskazują jednak, że była to co najwyżej opcja, rozważana przez Consejo de Estado. Jednak w maju Jan Kazimierz został zatrzymany przez Francuzów w Port-de-Bouc, podczas gdy wzdłuż wybrzeża śródziemnomorskiego podróżował z Włoch do Hiszpanii. Oficjalnie oskarżono go o szpiegostwo, jednak naukowcy uważają, że kardynał Richelieu skorzystał z okazji by zyskać kolejny argument nacisku na Władysława IV, zapobiec polsko-habsburskiemu aliansowi i wejściu Polski do wojny trzydziestoletniej. Latem okazało się, że szybkie uwolnienie królewskiego brata nie wchodzi w rachubę. W październiku 1638 Władysław IV i Ferdynand III spotkali się w Nikolsburgu i uzgodnili dalsze działania; prawdopodobnie postanowili szukać pośrednictwa państw włoskich, tradycyjnie pozostających w dobrych stosunkach z królem Francji. Toskańczyk w służbie polskiego króla, Francisco de Bivoni, został wysłany na Półwysep Apeniński. Pod koniec roku 1638 prowadził rozmowy w Republice Weneckiej, a w początkach roku 1639 w Republice Genueńskiej; w obu przypadkach wspierała go dyplomacja hiszpańska. Był również uprawniony do rozmów w imieniu polskiego króla w Księstwie Parmy; mógł być tam wiosną 1639, choć nie ma potwierdzenia tych rozmów w źródłach. Wszystkie te wysiłki okazały się bezskuteczne i Jan Kazimierz pozostawał zatrzymany we Francji już ponad rok.

## Madryt i Warszawa decydują o rozpoczęciu negocjacji wojskowych (1639)

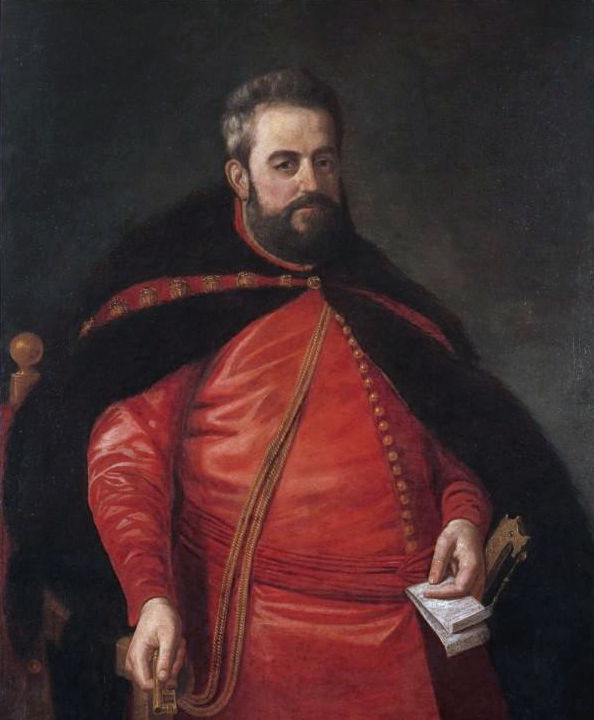
Adam Kazanowski

Podczas gdy Polacy szukali pokojowych dróg uwolnienia księcia, Hiszpanie zaczęli rozważać wykorzystanie sytuacji by odnowić próby wciągnięcia Polski do wojny trzydziestoletniej, po raz pierwszy podjęte w roku 1636. Filip IV skierował do Warszawy kolejnego wysłannika; był to Fernando de Monroy, bratanek ambasadora w Wiedniu markiza de Castañeda i członek hiszpańskiego zespołu dyplomatycznego w austriackiej stolicy. Przybył on do Warszawy wiosną roku 1639; stwierdził, że Władysław IV jest nie tylko rozgoryczony zatrzymaniem brata i poirytowany nieskuteczną mediacją, ale również w coraz bardziej wojowniczym nastroju. Szczegóły rozmów Monroya nie są znane, wiadomo jednak, że jego głównym partnerem był Adam Kazanowski, osobisty przyjaciel króla i podkomorzy koronny. Podczas rozmów Monroy-Kazanowski na temat zaangażowania militarnego Polski po stronie Habsburgów ten ostatni przestawił 3 możliwości; że sejm wyrazi na te plany zgodę i król osobiście poprowadzi wojsko, że sejm nie wyrazi zgody i wojsko poprowadzi jeden z królewskich braci pod sztandarem Wazów oraz że Jan Kazimierz zostanie uwolniony i wtedy polskie wojsko wystąpi na służbie Habsburgów.

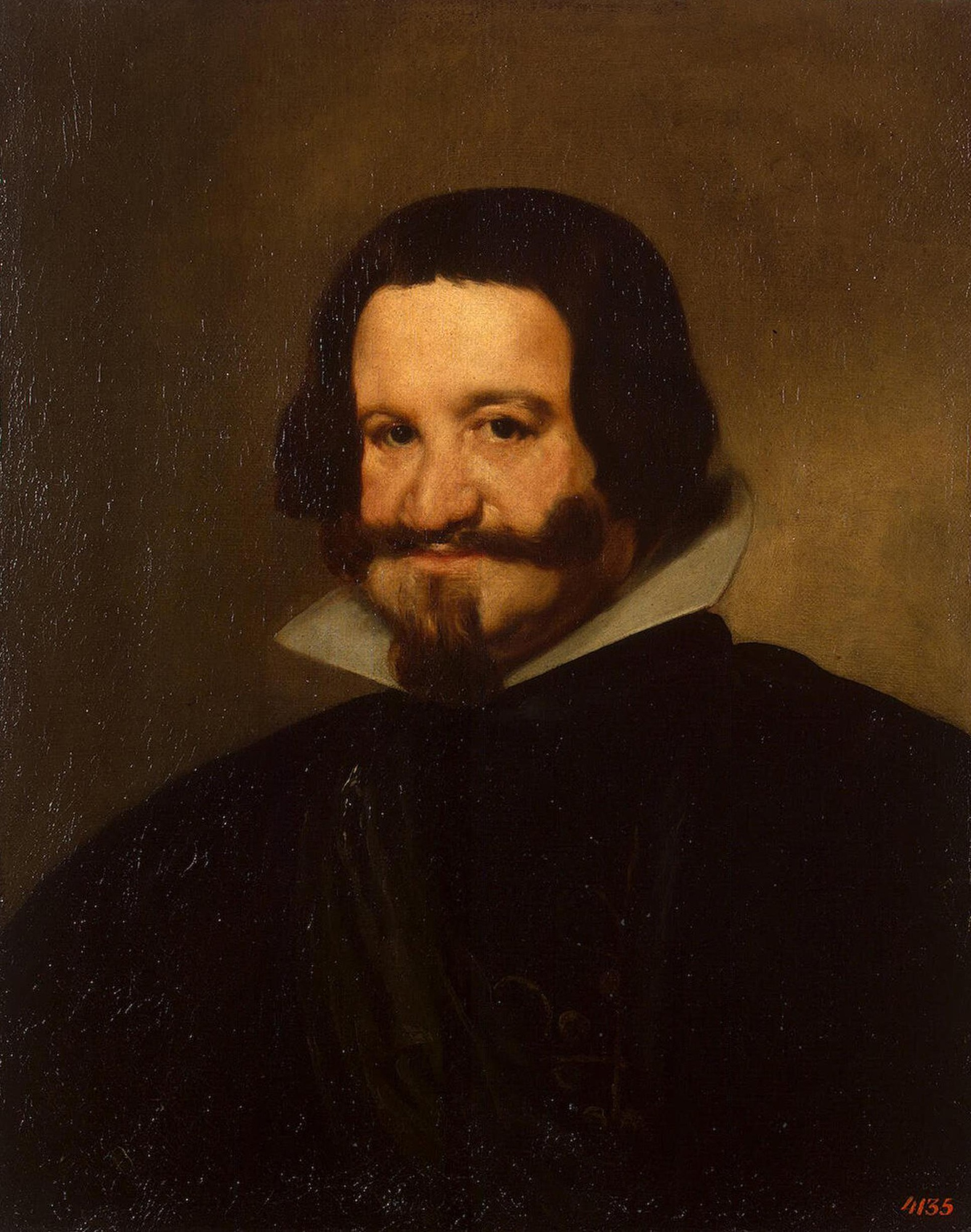
Olivares

Podczas lub krótko po misji Monroya król Polski postanowił pójść w stronę proponowaną przez Hiszpanów i rozpocząć rozmowy na temat współpracy wojskowej, potencjalnie wymierzonej przeciw Francji. Około połowy roku Bivoni, który ciągle przebywał w Italii, otrzymał rozszerzone pełnomocnictwa i wyruszył dalej na południe. W sierpniu był już w Królestwie Neapolu i rozmawiał z księciem Medina de las Torres, wicekrólem Neapolu. Jesienią roku 1639 kwestia ta była wielokrotnie omawiana na posiedzeniach Consejo de Estado w Madrycie. Aczkolwiek jego członkowie mieli rozbieżne opinie na temat sensu współpracy z Polakami, przeważył głos Olivaresa i Rada postanowiła poprzeć projekt; Medina de las Torres otrzymał pełnomocnictwa do kierowania dalszymi negocjacjami. Nie jest jasne, dlaczego Hiszpanie wybrali Neapol i Medinę; Wiedeń był bliżej Polski a tamtejsi hiszpańscy dyplomaci byli lepiej obeznani z problematyką wschodnioeuropejską. Historycy spekulują, że stało się tak, bo Królestwo Neapolu już od kilku lat pełniło rolę zaplecza logistycznego i gospodarczego madryckich Habsburgów, oraz że Medina był doświadczony w organizacji tego typu operacji finansowych. Być może Filip IV nie zamierzał negocjować pod okiem dyplomacji cesarskiej. Poza tym, polski wysłannik był już we Włoszech. Wreszcie, Neapol był w pewnym sensie w pół drogi między Warszawą i Madrytem, a od czasu śmierci Bony na terenie tym krzyżowały się interesy polskie i hiszpańskie.

## Cele Polaków i Hiszpanów

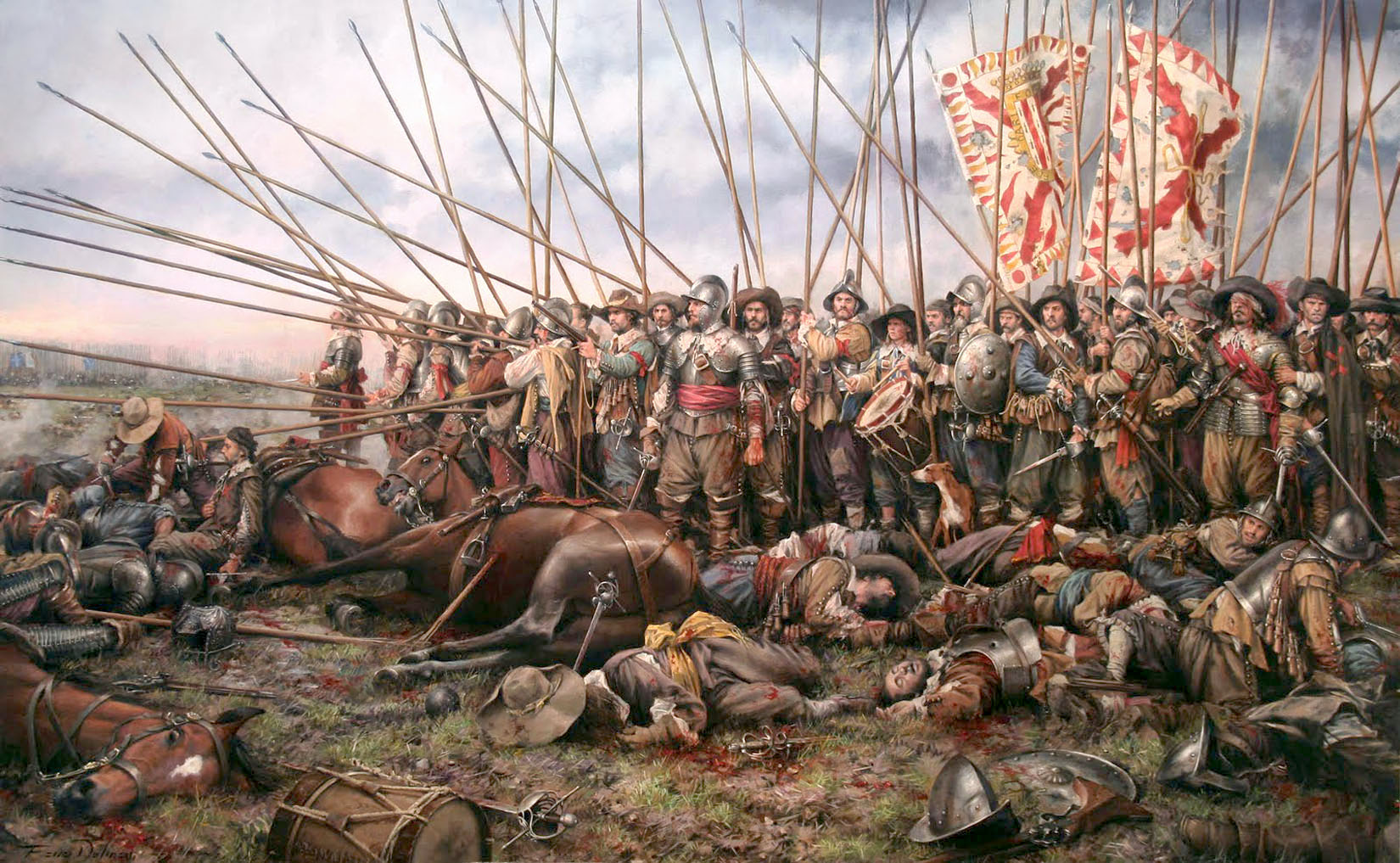
piechota hiszpańska w czasie wojny trzydziestoletniej

W latach 1637–1638 Habsburgowie ponieśli szereg porażek w wojnie trzydziestoletniej, włącznie z utratą wyłącznej kontroli nad Hiszpańską Drogą. Ich siły były ponad miarę rozciągnięte, zdolne w zasadzie jedynie do operacji defensywnych. Historycy zauważają też, że od połowy lat 1630. militarne zasoby Madrytu i Wiednia zaczęły się wyczerpywać. Oprócz już wyeksploatowanych terenów głównego zaplecza, również obszary rezerwowe z największym trudem dostarczały nowego żołnierza i niektórzy rekruci byli transportowani na obszar walk w kajdanach. Mniejsze oddziały związane z państwami Europy wschodniej już wcześniej znalazły się w szeregach wojsk Ligi Katolickiej, np. Szkot, który podczas kampanii moskiewskich pozostawał na polskiej służbie potem dowodził grupą swoich podobnie doświadczonych rodaków we Flandrii. Próbowano rekrutować żołnierza w Danii, Hamburgu, Bawarii i Tyrolu. Szczególne braki odczuwano w kawalerii. W tym samym czasie jazda polska zyskała uznanie na kontynencie. Wielu miało jednak wątpliwości. Niektórzy wskazywali, że wojska z Polski są ponad miarę brutalne i niezdyscyplinowane, np. elektor saski twierdził, że kozacy to “szkodliwi żołnierze będący zagrożeniem tak dla wrogów jak dla przyjaciół”. Niektórzy Hiszpanie uważali, że Polska jest zbyt daleko by współpraca miała sens; sam król Filip IV był jednak nastawiony przychylnie i mówił, że kozacy są “niezastąpieni jeśli chodzi o przełamywanie frontu i przekraczanie gór”. Początkowo Hiszpanie myśleli o wykorzystaniu Polaków na Pomorzu przeciw Szwedom, ponieważ jednak polsko-szwedzki rozejm pozostawał w mocy, przerzucili się na koncepcję udziału Polaków w walkach przeciw oddziałom francuskim we Flandrii.

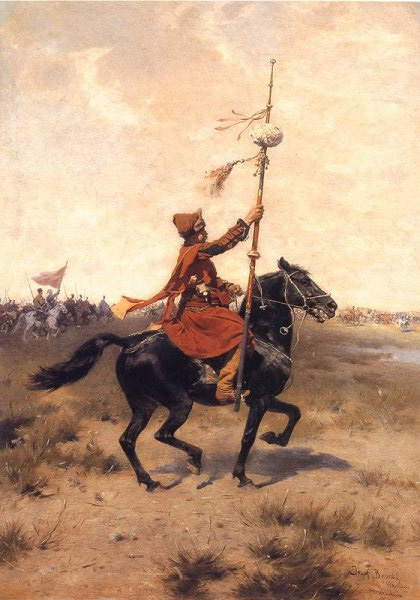
jazda polska w czasie wojen z Turcją

Polskie cele są trudniejsze do zdefiniowania. Po dwu dekadach walk przeciw Moskwie, Turcji i Szwecji, od roku 1634 kraj cieszył się okresem pokoju; szlachta, która ponosiła główne koszty wojen, bardzo sobie ten stan ceniła. Miała ona niewiele zrozumienia dla dynastycznych ambicji Wazów w Szwecji, zwłaszcza jeśli miałyby one skutkować wciągnięciem Polski do wojny trzydziestoletniej. Sam król również nie palił się do przelewania krwi w ramach ogólnoeuropejskiej wojny. Był skłonny rozważać pośrednie formy zaangażowania jeśli miałyby one prowadzić do wzmocnienia jego pozycji w stosunku do szwedzkich Wazów, ale generalnie nie zamierzał podejmować zobowiązań ani wobec aliansu hiszpańsko-austriackiego, ani wobec Francuzów. Jego strategia polegała na tym, by nie zamykać sobie żadnej drogi działania. Zatrzymanie Jana Kazimierza nieco zmieniło sytuację i pchnęło go w kierunku rozpoczęcia negocjacji wojskowych z Filipem IV. Nie jest jednak jasne, czy Władysław IV był faktycznie gotów zaangażować polskie wojska przeciw Francuzom we Flandrii, czy może raczej od początku traktował rozmowy z Hiszpanami jedynie jako formę nacisku na Paryż i nie zamierzał się do niczego zobowiązywać. Jeszcze jedna hipoteza mówi o tym, że polski król kierował się jedynie względami finansowymi, i że będąc w tej kwestii zależny od sejmu, zamierzał na potrzeby własnych ambicji dynastycznych uzyskać znaczne sumy od dworu w Madrycie. Inne jego cele mogły dotyczyć pomyślnego zakończenia ciągnących się od niemal 70 lat polsko-hiszpańskich negocjacji w kwestii południowowłoskiej spuścizny po Bonie.

## Traktat w Neapolu (1639)

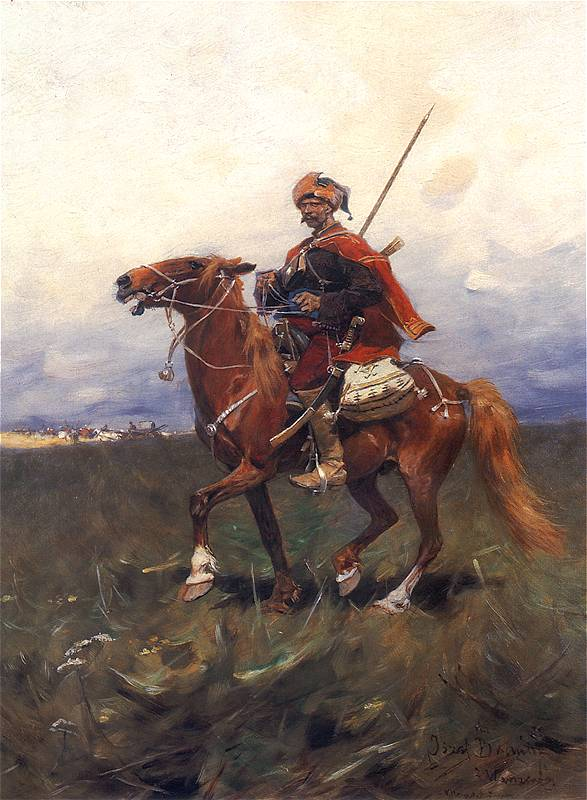
kozak w służbie Korony

Negocjacje prowadzone były w Neapolu; prowadził je Bivoni w imieniu Władysława IV i Medina de las Torres w imieniu Filipa IV, a przejściowo zaangażowani byli inni dyplomaci, jak polski internuncjusz w Neapolu. Wiadomo, że Bivoni i Medina rozmawiali już w sierpniu 1639, jednak ten drugi otrzymał pełne pełnomocnictwa dopiero w listopadzie tego roku. Nie jest jasne, kiedy osiągnięto porozumienie; historyk twierdzi, że miało to miejsce przed końcem roku, nie podaje jednak nawet przybliżonej daty. Dokładny kształt porozumienia pozostaje nieznany, wiadomo jednak, że zostało ono sformalizowane na piśmie i podpisane; ponieważ ani oryginały ani odpisy nie zostały odnalezione w polskich czy hiszpańskich archiwach, treść porozumienia jest w historiografii referowana na podstawie późniejszej korespondencji dyplomatycznej. Naukowcy są pewni że doszło do formalnego porozumienia i używają sformułowań takich jak “Tratado de Nápoles”, “traktat sojuszniczy” czy “układ neapolitański”.

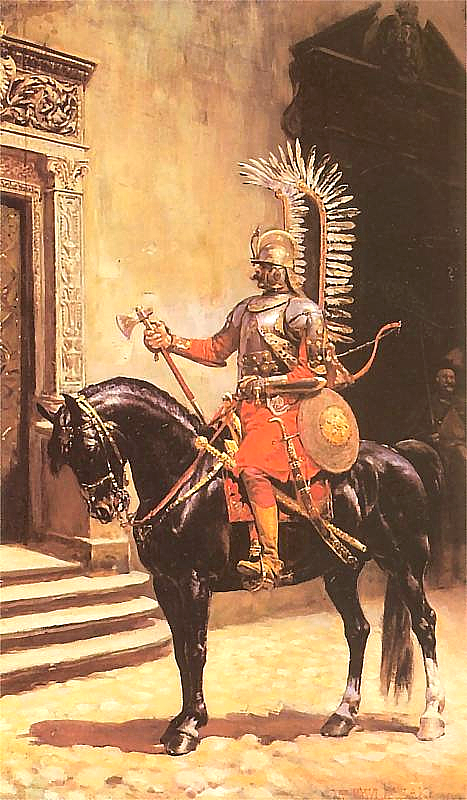
towarzysz pancerny w wyposażeniu reprezentacyjnym

Zasadniczy punkt traktatu dotyczył utworzenia w Polsce armii, liczącej 17 tysięcy żołnierzy. Miała się ona składać z 12 tysięcy kawalerii i 5 tysięcy piechoty. Historycy są zgodni, że po doliczeniu ludzi z zaplecza pomocniczo-logistycznego, którzy normalnie nie brali udziału w walkach, cała armia byłaby znacznie większa; szacunki wahają się od 22 tysięcy do prawie 60 tysięcy. Żołnierze mieli być dowodzeni przez polskich oficerów. Wojsko miało drogą lądową przebyć z Polski do Flandrii; szczegóły nie zostały uzgodnione. Na miejscu oddziały polskie miały znaleźć się pod komendą ogólnodowodzącego kardynała-infanta Fernando, choć pozostawałyby na służbie polskiego króla; de facto stawiałoby to Polskę na wojennej stopie przeciw Francji. Strona polska zobowiązała się nie zawierać separatystycznego pokoju z Francją ani nie negocjować z Francuzami zwrotu terenów, które ewentualnie zostałyby zajęte przez polskie wojsko. Ze swojej strony wicekról Neapolu miał w imieniu króla Hiszpanii ponieść koszty rekrutacji i utrzymania wojska, a przed wszystkim wypłacić królowi Polski 500 tysięcy neapolitańskich escudos.
Zostało też uzgodnione – choć pozostaje niejasne, czy stosowne zapisy znalazły się w traktacie – że ze strony hiszpańskiej wykonanie umowy będzie koordynowane przez trzy ośrodki. Kwestie finansowe zostały powierzone księciu Medina, który miał wykorzystać stosowną infrastrukturę bankową Królestwa Neapolu. Ambasada w Wiedniu pod kierownictwem markiza de Castañeda powinna uzgodnić z cesarzem zasady przejścia polskich wojsk i generalnie koordynować przedsięwzięcie z cesarską dyplomacją. Wreszcie Włoch w hiszpańskiej służbie, niejaki Alegreto de Allegretti, który już od jakiegoś czasu pośredniczył między wiedeńską ambasadą a Warszawą, miał nadzorować proces rekrutacji z Polski. Wojsko miało być gotowe późną wiosną roku 1640 i przejść do Flandrii latem tego roku. Choć cesarska dyplomacja była informowana o polsko-hiszpańskich rozmowach nie była ona konsultowana w konkretnych kwestiach i nie brała udziału w negocjacjach.

## Próby wdrożenia umowy (1640)

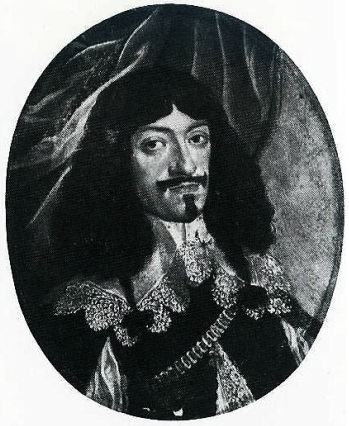
Jan Kazimierz

W początkach roku 1640 Medina przekazał 430 000 dukatów markizowi Castañeda w Wiedniu, by ten przesłał je dalej do Polski, a w marcu poinformował Madryt o wpłacie pierwszej transzy. W tym czasie Allegretti był już w Warszawie, skąd natychmiast zaczął raportować o problemach. Król Władysław IV powołując się na kwestie proceduralne odmówił ratyfikowania traktatu swoim podpisem. Wiosną specjalna polska misja w Paryżu uzyskała zwolnienie Jana Kazimierza po dwu latach praktycznego uwięzienia; w zamian za to Wazowie zobowiązywali się nie podejmować działań wojennych przeciw Francji. Niektórzy historycy uważają, że zwolnienie księcia było bezpośrednim rezultatem rozmów w Neapolu, których podjęcie nie było żadną tajemnicą; teza ta jednak pozostaje niepopartą dowodami czystą spekulacją. Zgodnie z ustaleniami Traktatu Hiszpanie oczekiwali, że prace nad jego wdrożeniem będę postępować niezależnie od zwolnienia Jana Kazimierza, a Bivoni upewnił ich w tym względzie. W praktyce jednak żadnych postępów akcji rekrutacyjnej nie było widać.
Późną wiosną Madryt zadecydował o wysłaniu do Polski wojskowego, który profesjonalnie oceniłby stan przygotowań; wybraną osobą był kapitan kawalerii Pedro Roco de Villagutiérrez, pozostający w służbie kardynała-infanta. Wyruszył on z Ratyzbony i dotarł do Warszawy w lipcu 1640 roku. Villagutiérrez nie był upoważniony do rozmów politycznych; jego zadaniem było wspólnie z Allegrettim doprowadzić do wykonania przez Polaków umowy. Początkowo wspólnie z Kazanowskim i jego partnerem Kasprem Denhoffem dążył do opublikowania Traktatu, ale wkrótce uznał, że Polacy szukają punktu spornego prowadzącego do impasu, za który mogliby obwinić stronę hiszpańską. Sam był głęboko sceptyczny co do całego planu i raportował do Madrytu, że rekrutacja tak dużych sił najemniczych z punktu widzenia wojskowego nie wydaje się specjalnie wskazana. Na domiar złego Wiedeń stwierdził, że po splądrowaniu terenów cesarstwa podczas działań wojennych nie pozwoli na przemarsz Polaków tranzytem.

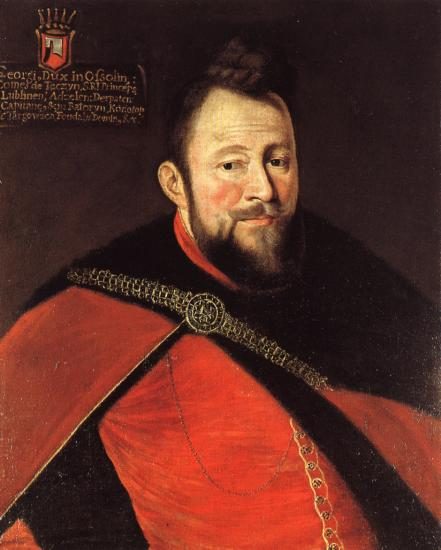
Jerzy Ossoliński

Znalazłwszy się w impasie, Bivoni i Monroy zasugerowali opłacenie wysoko postawionych polskich urzędników; oprócz Kazanowskiego jako kluczowego decydenta wskazano Jerzego Ossolińskiego, doświadczonego polityka który prowadził już wiele misji dyplomatycznych i państwowych. Choć początkowo Hiszpanie rozważali opłacenie obu, ostatecznie zdecydowali się tylko na tego pierwszego; przeznaczona dla niego kwota (wliczając opłatę za pośrednictwo dla Bivoniego) wynosiła 20 tysięcy talarów. Jednak sprawy nie posunęły się naprzód. W połowie roku 1640 Bivoni powiedział Medinie że w nowych okolicznościach traktat powinien być renegocjowany. Wicekról Neapolu był zdecydowanie przeciwny powracaniu do zamkniętych już rozmów, ale Madryt był w coraz trudniejszej pozycji. Poza kolejną serią porażek militarnych doszło do powstania w Katalonii, a nastroje w Portugalii były bliskie wrzenia; Medina został poinstruowany by negocjować. W międzyczasie problemy z wdrożeniem umów traktatowych doprowadziły do dwu zmian personalnych. Castañeda został odwołany z Wiednia, obwiniany przez Medinę o błędy w prowadzeniu sprawy. Bivoni – co do którego Warszawa zaczęła sugerować, że przekroczył swoje uprawnienia – został także odwołany; zastąpił go Maciej Tytlewski, który przybył do Neapolu pod koniec roku 1640.

## Nowe porozumienie (1641)

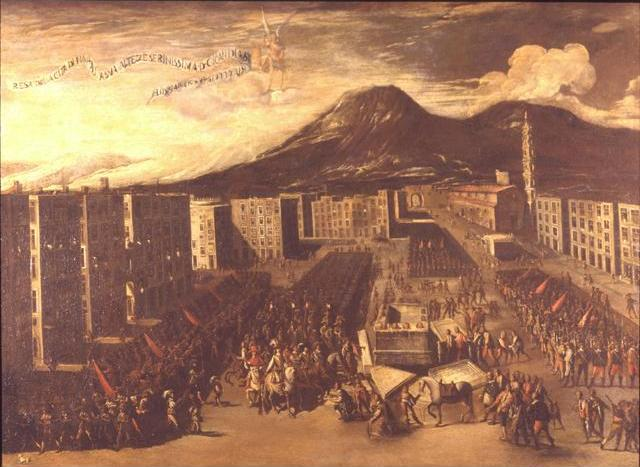
Neapol w połowie XVII w.

Nowe negocjacje, tym razem między Tytlewskim a Mediną, trwały w końcu roku 1640 i w początkach roku 1641; zostały zamknięte w lutym. Tak jak poprzednim razem nie udało się odnaleźć żadnego dokumentu i nie jest pewne, że porozumienie zostało sformalizowane, zapisane i podpisane. Pomimo tego, hiszpański badacz używa formalnej nazwy “segundo Tratado de Nápoles” lub też – zważywszy, że ostatnie poprawki wprowadzono w Warszawie – nazwy “Tratado de Varsovia” i “acuerdo de Varsovia”; polscy naukowcy mówią nieco bardziej oględnie o “kolejnym porozumieniu”.
Porozumienie z lutego 1641 wprowadzało kilka ważnych zmian do Traktatu z Neapolu. Najważniejsza redukowała nieco liczbę wojska; armia miała liczyć 13 tysięcy żołnierzy. Obejmująca 9 tysięcy ludzi kawaleria miała składać się z 3 tysięcy ciężkozbrojnych lansjerów (“lancieros”, przez niektórych historyków utożsamianych z husarią) oraz z 6 tysięcy lekkiej jazdy kozackiej; piechota miała liczyć 4 tysiące ludzi. Włączywszy zaplecze logistyczne, całość prawdopodobnie znowu zamykałaby się w liczbie 20 do 40 tysięcy ludzi. Kwota do wpłacenia przez Hiszpanów do polskiego skarbca królewskiego została określona na 230 tysięcy talarów oraz dodatkowo 400 tysięcy talarów gdyby w tym czasie doszło do wojny Polski ze Szwecją, Rosją lub Turcją; w efekcie kwota uzgodniona w roku 1639 została niemal podwojona. Armia miała zostać utworzona nie pod sztandarami króla Polski, ale cesarza, oraz przejść pod dowództwo kardynała-infanta we Flandrii. Doprecyzowano też wiele szczegółów dotyczących dowodzenia i logistyki, np. Medina skutecznie oparł się żądaniu, by polskie wojska miały prawo plądrowania terytoriów na których się znajdą.

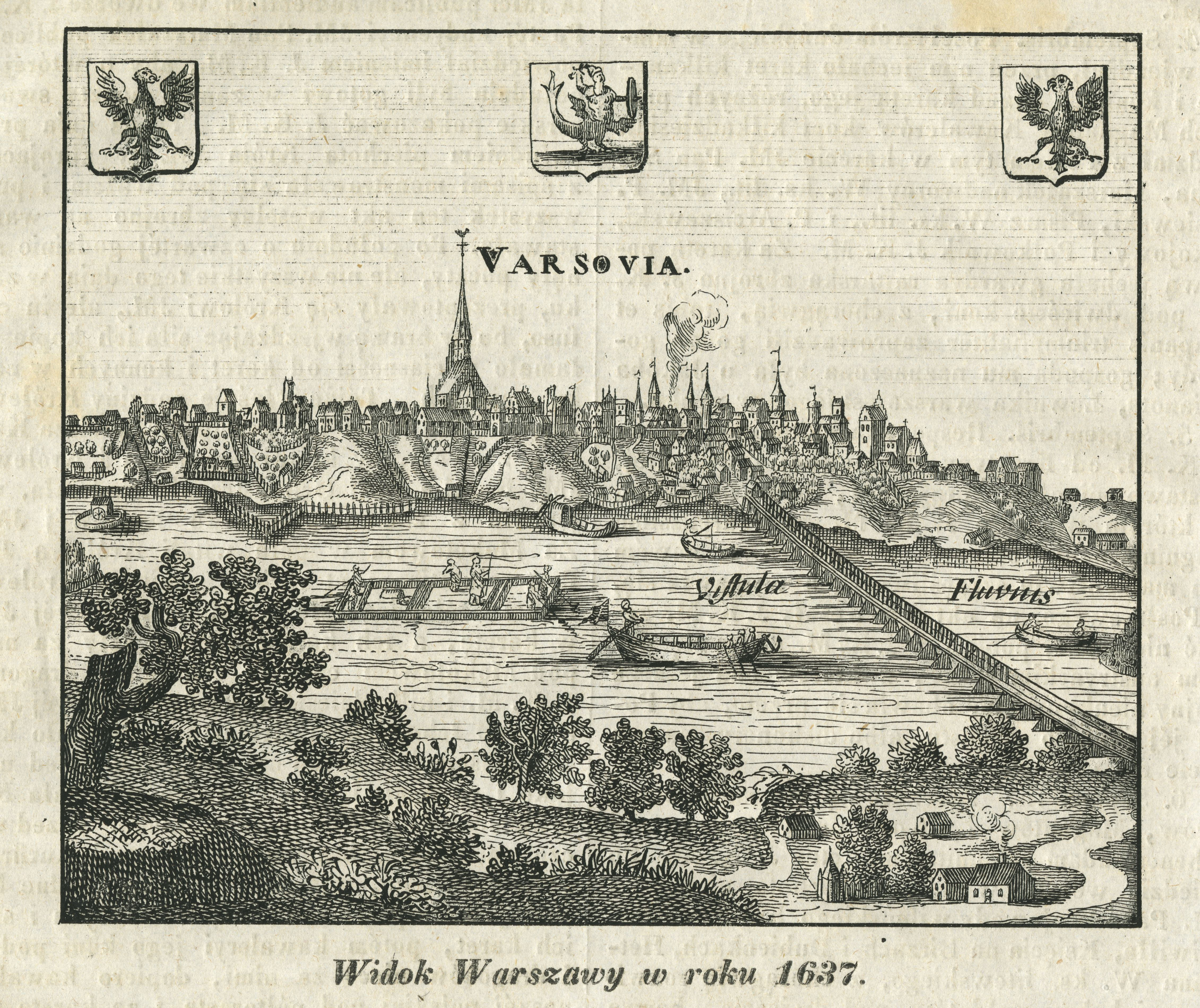
Warszawa w połowie XVII w.

Historycy zauważają, że z finansowego punktu widzenia król Polski zrobił znakomity interes. Husarz w regularnej wojennej służbie otrzymywał rocznie 164 złote żołdu; w służbie cesarza i pod hiszpańską komendą miał otrzymywać 30 talarów miesięcznie, czyli równowartość 1080 złotych rocznie. Podobne różnice dotyczyły kozaka (24 talary miesięcznie) i piechura (12 talarów). Wszystkie te koszty Filip IV ponosił niezależnie od kosztów rekrutacji, określonych na 40 talarów dla husarza, 30 talarów dla kozaka i 16 talarów dla piechura, oraz od kwoty 230 tysięcy talarów przeznaczonych dla kasy królewskiej. Pomimo wyższych kosztów i zmiany warunków, Medina wydawał się usatysfakcjonowany i w raporcie do Madrytu przedstawiał renegocjowaną umowę jako sukces. By uniknąć problemów które nastąpiły w czasie realizacji traktatu z roku 1639 tym razem wicekról Neapolu wysłał do Warszawy własnego przedstawiciela. Został nim Vicenzo Tuttavilla, duca de Calabritto, wojskowy który później doszedł do wysokich stanowisk dowódczych w armii Królestwa Neapolu.

## Kolejne próby realizacji traktatu (1641–1642)

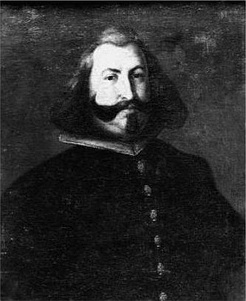
książę Medina de las Torres

Gdy Tuttavilla znalazł się w Warszawie wiosną roku 1641 musiał natychmiast podjąć dyplomatyczną rywalizację z wysłannikami francuskimi; przybyli oni by przeciwdziałać zbliżeniu Wazów z Habsburgami i zapewnić dalszą faktyczną neutralność Polski w wojnie trzydziestoletniej. Z jednej strony mógł mówić o sukcesie, bowiem Władysław IV odmówił ratyfikacji wymuszonego przez kardynała Richelieu traktatu z roku 1640, w którym Wazowie zobowiązywali się nie angażować militarnie przeciw Francji. Z drugiej strony, niewiele działo się w kwestii wdrożenia uzgodnień polsko-hiszpańskich, czy to jeśli chodzi o przeprowadzenie umowy przez sejm czy też jeśli chodzi o faktyczną rekrutację. W czerwcu 1641 Tytlewski zaprezentował Medinie list od polskiego króla. Zawierał on szereg nowych warunków, dotyczących realizacji traktatu: wypłacenie sum neapolitańskich, zwrot Ducado di Bari oraz Principato di Rossano, wypłatę nadal zaległej kompensaty za flotę utraconą w Wismarze oraz nominację Jana Kazimierza na wicekróla Portugalii. Co więcej, Władysław IV żądał, by suma 400 tysięcy talarów, do wypłacenia Polsce w przypadku jej uwikłania w wojnę ze Szwecją, Rosją czy Turcją, miała być wypłacona bezwarunkowo. Pomimo tego ciosu i bliskiego załamania rozmów Medina nadal uważał, że nie wszystko jest stracone; martwiła go w zasadzie tylko kwestia finansów.

markiz Castelo Rodrigo

Kazanowski, który do tego czasu przyjął już od Hiszpanów znaczne kwoty i dla którego stawką był własny prestiż, utrzymywał, że nadal jest znaczna szansa na sukces. Twierdził, że ma po swojej stronie 48 senatorów i trzeba przeciągnąć jeszcze tylko kilku więcej. Był on jednak coraz mniej wiarygodny dla Hiszpanów; niektórzy zaczęli twierdzić, że ich dyplomacja obstawiała niewłaściwego człowieka i że powinni byli postawić raczej na Ossolińskiego. Pod koniec roku 1641 cesarz Ferdynand III zadeklarował, że nie zezwoli na tranzyt Polaków. Madryt wysłał do Wiednia markiza de Castelo Rodrigo by ten podjął negocjacje, ale potraktowano go jedynie sugestią, że cały projekt jest nie do zrealizowania i że można stworzyć taniej nową armię w Danii lub na Śląsku. Pozycja samego Mediny, po stronie hiszpańskiej głównej osoby odpowiedzialnej za traktat, stawała się coraz bardziej niepewna; jego polityczny sojusznik kardynał-infant zmarł i Medina opierał się już tylko na rodzinnych związkach z Olivaresem. W obliczu zarysowującej się porażki traktatowej nadal twierdził, że wszystko można jeszcze negocjować i proponował, by użyć Polaków przeciw rebeliantom w Katalonii. Tuttavilla istotnie negocjował warunki tranzytu z Polakami i w styczniu roku 1642 uzgodnił kolejne szczegóły, licząc że wpłyną one na zmianę stanowiska cesarza. Jednak w tym momencie Madryt uznał, że trudności jest zbyt wiele i postanowił porzucić cały plan. W tym duchu poinstruowano Medinę, a Polakom powiedziano, że to opozycja cesarska złożyła projekt do grobu. Pieniądze, oryginalnie przeznaczone dla Warszawy, przekazano do Flandrii.

## Ocena polityczna i historiograficzna

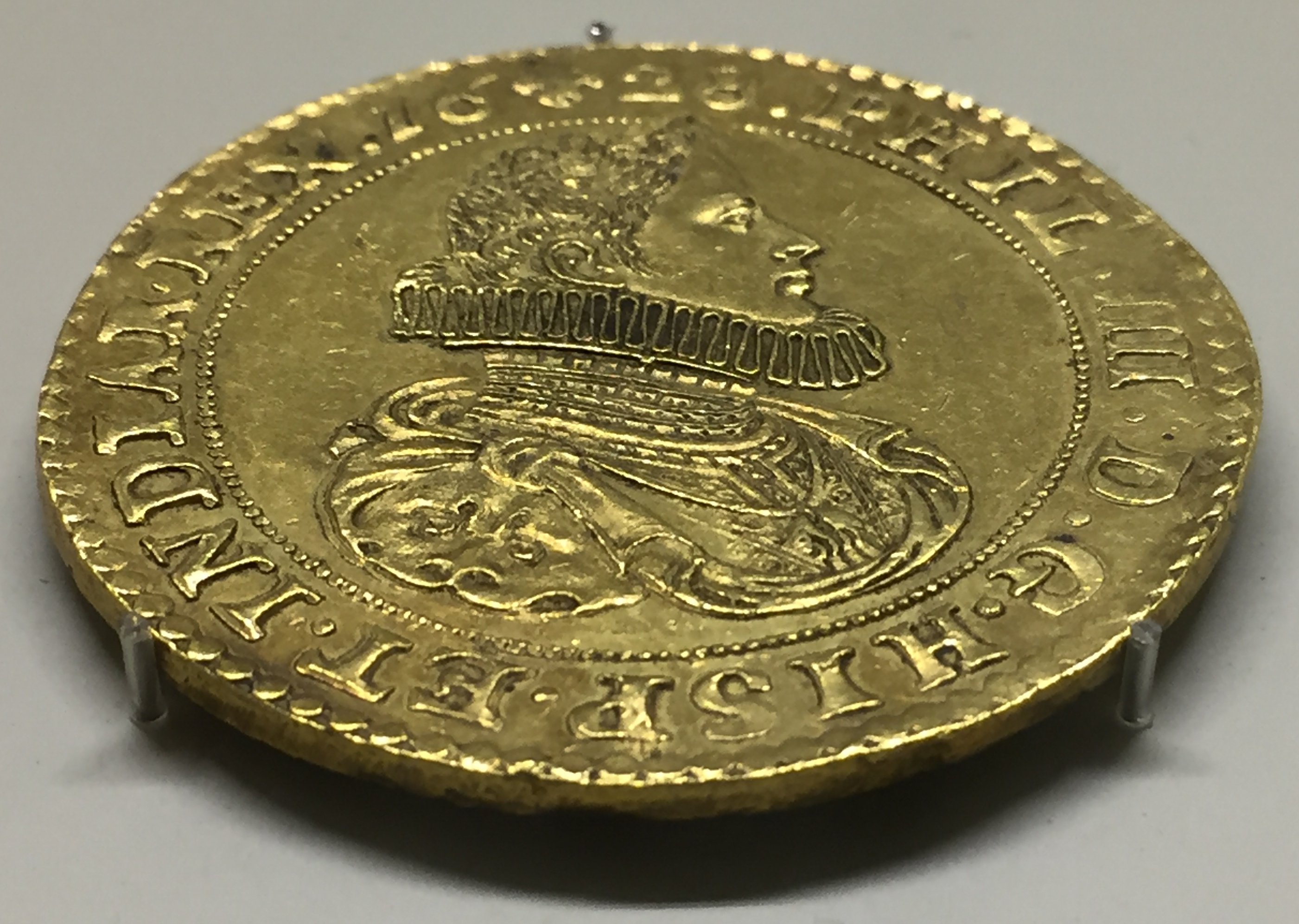
złota moneta Filipa IV

W okresie po upadku całego planu niektórzy hiszpańscy politycy utrzymywali, że był on do zrealizowania i że to błędy dyplomatyczne uniemożliwiły jego wcielenie w życie. Medina pozostawał bardzo krytyczny wobec markiza Castañeda i uważał, że to ambasador w Wiedniu pogrzebał projekt; wysyłając do Polski Allegrettiego miał on jakoby dać Warszawie do zrozumienia, że traktat można renegocjować. Markiz de la Fuente uważał, że Hiszpanie postawili na złego człowieka na polskim dworze. Późniejszy i niepowiązany z kwestią traktatu konflikt Mediny z polskimi stronnikami w Neapolu, który przyczynił się do jego odwołania, skłonił niektórych do powątpiewania w dyplomatyczne umiejętności samego wicekróla.
Hiszpański historyk prezentuje epizod traktatowy przede wszystkim jako próbę uzyskania przez Polaków jak największej ilości pieniędzy od dworu w Madrycie. W związku z tym wiąże on ostateczny upadek całego projektu głównie z finansowymi problemami Filipa IV, który nie był w stanie zapłacić za swoje własne ambicje. Kolejny czynnik wymieniony jako przyczyna porażki to postawa cesarza; zawsze sceptyczny co do przejścia Polaków przez swoje terytorium, w kluczowych momentach odmawiał prawa tranzytu i w rezultacie doprowadził do zarzucenia planu. Wreszcie, wskazuje się, że pogorszenie stosunków polsko-tureckich doprowadziło do odwrócenia uwagi Warszawy w kierunku polskich kresów południowo-wschodnich.
Polscy autorzy mają wątpliwości co do prawdziwych intencji Władysława IV i podejrzewają, że od początku mógł on podchodzić do negocjacji ze złą wolą; traktował je tylko jako narzędzie nacisku na Paryż i nie myślał poważnie o militarnym zaangażowaniu po stronie Hiszpanów. Pojawiają się spekulacje, że gra polskiego króla była skuteczna i doprowadziła do uwolnienia Jana Kazimierza; potem monarcha miał stracić zainteresowanie wojskową umową z Filipem IV. Inny autor sugeruje, że traktatu nie wdrożono ponieważ obie strony miały błędne rozeznanie w sytuacji swoich partnerów. Dwór w Madrycie zakładał, że w Polsce pozycja króla jest podobna jak w Hiszpanii, i że uzgodnienia z Władysławem IV równają się uzgodnieniom z Rzecząpospolitą. Z drugiej strony, dwór w Warszawie miał wygórowane wyobrażenie o praktycznie nieograniczonych możliwościach finansowych Filipa IV i nie zdawał sobie sprawy z permanentnych problemów finansowych hiszpańskiego władcy.

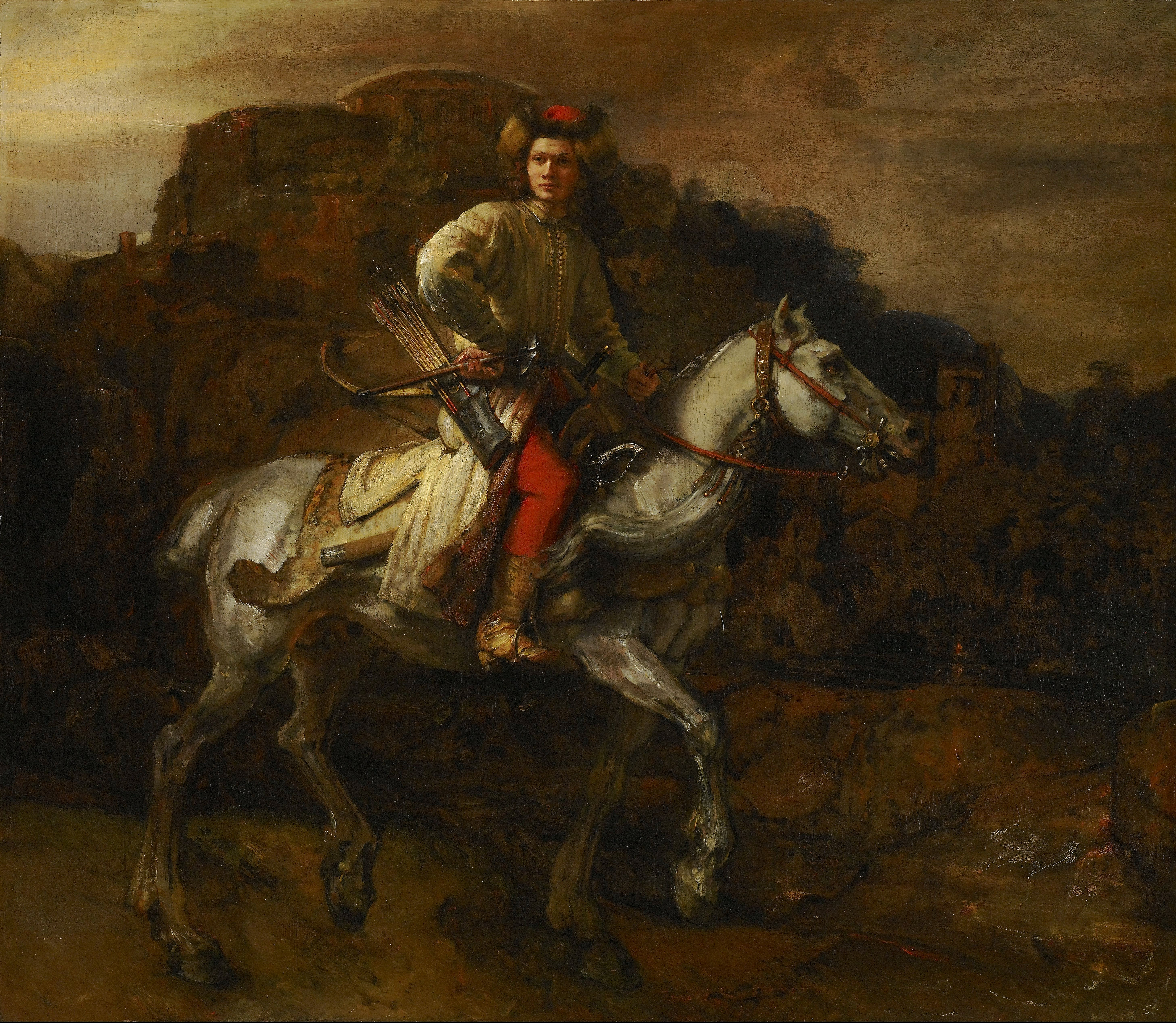
lisowczyk Rembrandta

Ewentualne skutki militarne zaangażowania wynegocjowanej w Neapolu polskiej armii w wojnę trzydziestoletnią pozostają w sferze domniemań i spekulacji. Wcześniejsze podobne epizody nie dają jednoznacznych wskazówek. Lisowczycy krótko walczyli przeciw wojskom protestanckim na Górnych Węgrzech; osiągnęli pewne sukcesy, ale zyskali opinię armii “której Bóg by nie chciał i której diabeł by się obawiał”, co czyniło dalsze wykorzystanie Polaków wątpliwym. Pomimo to w połowie lat 30. ich część walczyła w szeregach wojsk cesarskich przeciw Francuzom we Flandrii, potwierdzając jak najgorsze opinie o sobie. Znalazły się tam również mniejsze oddziały zaciężne poprzednio na służbie polskiej, ale ich potencjał militarny określano jako co najwyżej przeciętny, a ich liczebność szybko spadła na skutek dezercji. Nie wiadomo jaki byłby rezultat połączenia sił hiszpańskich tercios, uważanych do czasu bitwy pod Rocroi za najlepszą piechotę na świecie, z polską husarią.